# 130128 Tarafisher
130128 Tarafisher este o planetă minoră (asteroid) din centura de asteroizi. A fost descoperită pe 5 decembrie 1999 la Catalina Station⁠(d) de Catalina Sky Survey. 
Obiectul prezintă o orbită caracterizată de o semiaxă mare de 3,0635193951731 UAi, o excentricitate de 0,11, o înclinație de 10,6 ° în raport cu ecliptica.